# Zware kruiser

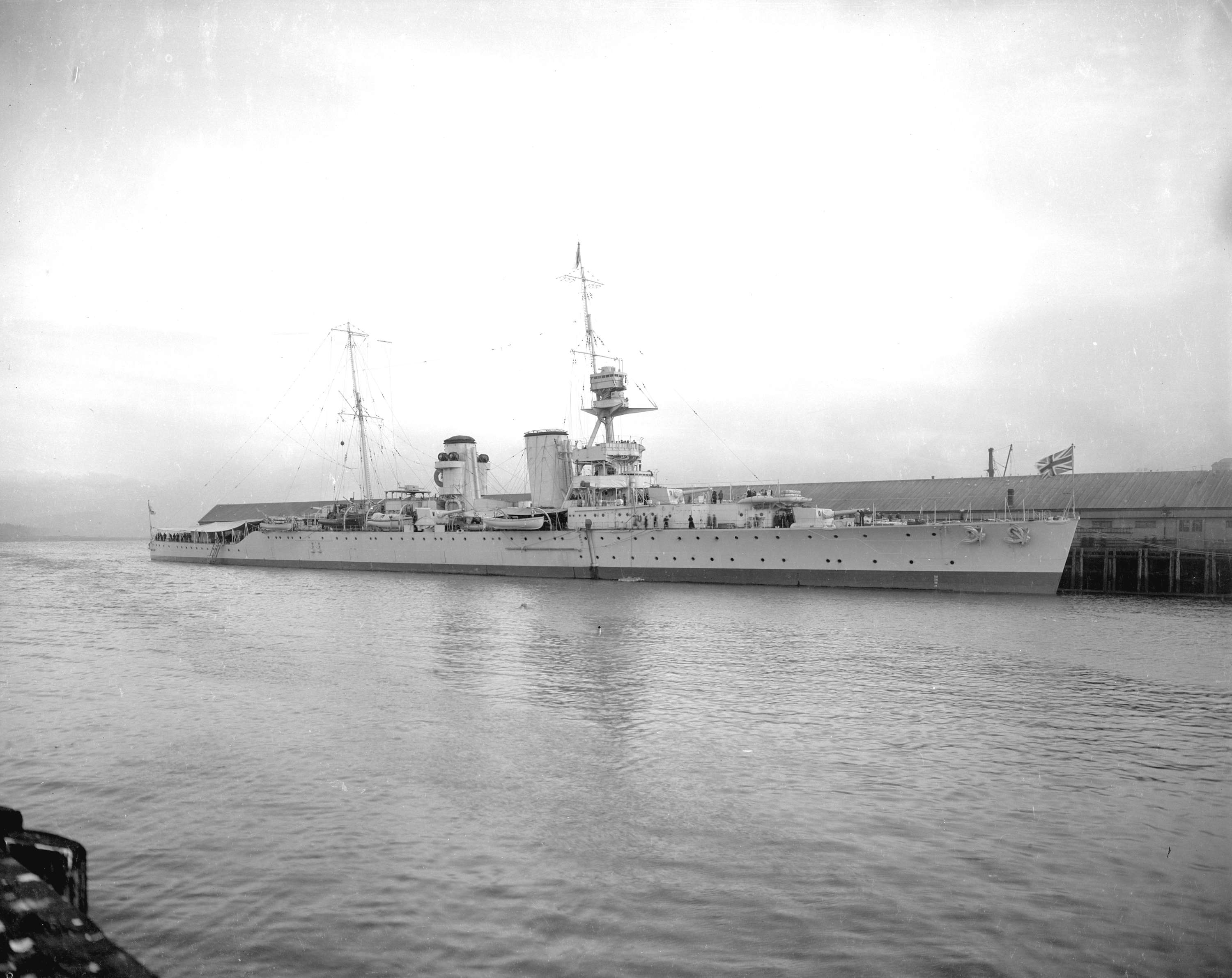
HMS Raleigh, een zware kruiser van de Hawkinsklasse

De zware kruiser was een type kruiser; een marine-slagschip. De eerste zware kruiser werd gebouwd in 1915, hoewel de officiële definitie pas later werd vastgesteld. Zowel de zware als lichte kruiser kwamen voort uit de oudere beschermde kruiser en pantserschip uit eind 19e eeuw.

## Evolutie & definitie

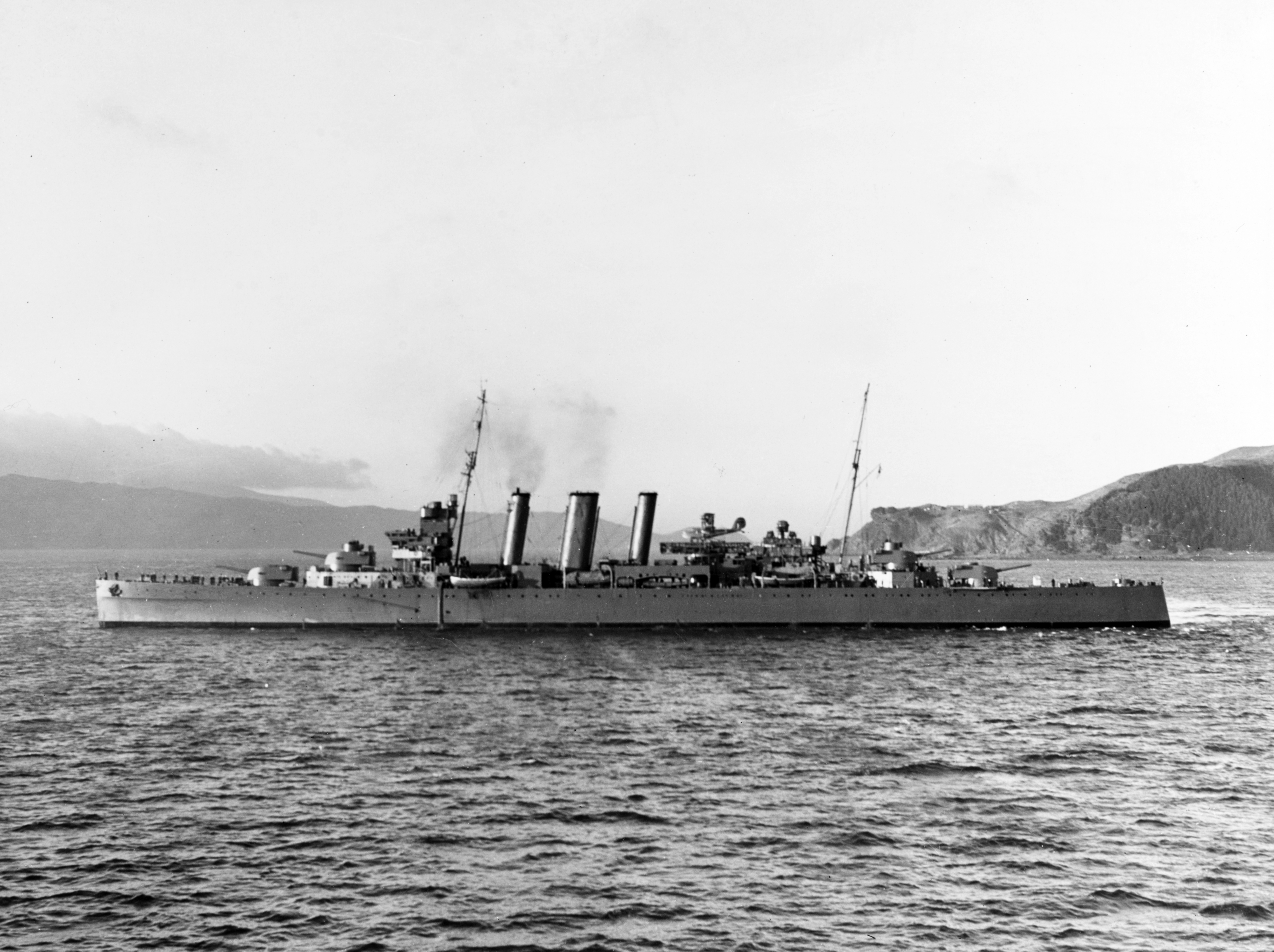
HMAS Canberra een Countyklasse "treaty kruiser".

Het Verdrag van Washington uit 1921 legde de constructie van slagschepen die meer wogen dan 10.000 ton, of een kaliber hadden van groter dan 203 millimeter, aan banden. Deze beperkingen werden opgelegd door het bestaan van de Hawkinsklasse kruiser van de Britse Royal Navy. Deze schepen stonden bekend als “verbeterde lichte kruisers”. Daarom begon de marine schepen te bouwen binnen deze beperkingen.
In 1930 werd het verdrag van Washington uitgebreid naar het Verdrag van Londen, waarin de definitie van een kruiser werd opgesplitst in zware en lichte kruisers. De zware kruisers werden gedefinieerd als kruisers met kanonnen groter dan 155 millimeter. Daarmee werd het verschil tussen de twee type kruisers definitief vastgesteld.
Midden jaren 30 van de 20e eeuw hielden de Britten, Fransen en Italianen op met het bouwen van zware kruisers om zich te focussen op lichte kruisers, die ze geschikter achtten.
In de Amerikaanse marine werd de term "zware kruiser" officieel in gebruik genomen met de komst van het scheepskenmerk CA, dat werd overgenomen van de pantserschepen. Eerdere zware kruisers kregen de markering CL, die eigenlijk voor lichte kruisers was bedoeld.

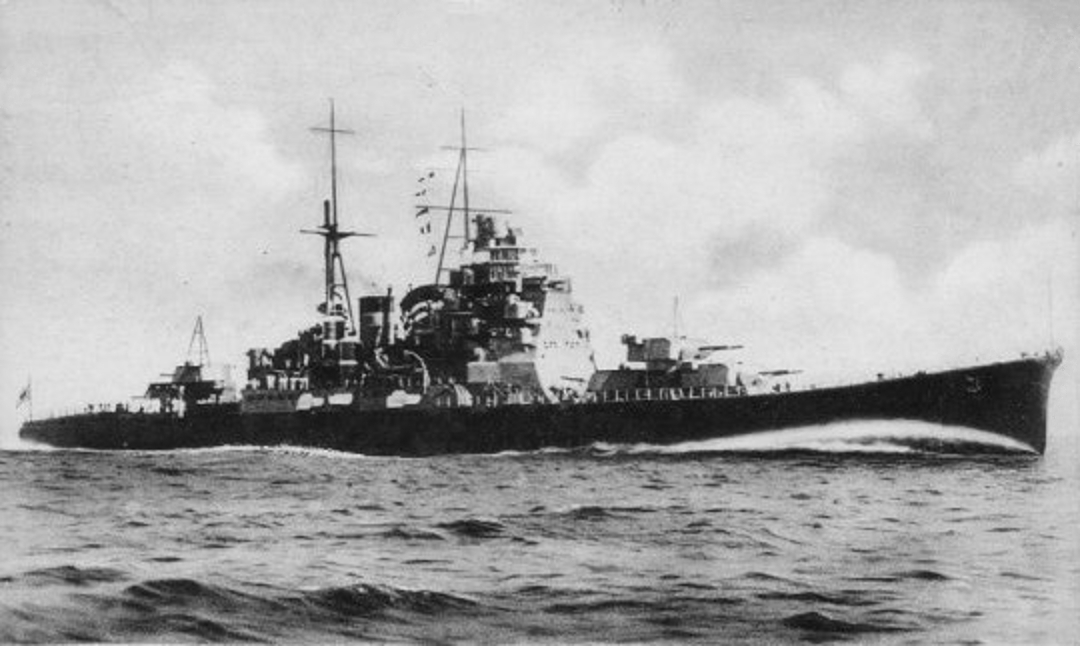
IJN Maya, een Takaoklasse zware kruiser.

Zware kruisers werden na het verdrag van Londen minder gebouwd, totdat enkele landen zich af begonnen te zonderen van het verdrag. De Japanners bouwden bijvoorbeeld de Mogamiklasse met een waterverplaatsing van 12.000 ton. Japan brak los van het verdrag van Washington in 1936.
De Verenigde Staten bouwden zware kruisers tot aan de Tweede Wereldoorlog, zoals de zwaar bepantserde New Orleansklasse kruiser en USS Wichita. Tijdens de oorlog bouwden ze de grotere Baltimoreklasse. De Duitsers bouwden op hun beurt de Hipperklasse, zware kruisers van 14.000 ton. Hoewel de eerdere zware kruisers bekendstonden om hun torpedo-arsenaal, waren latere modellen vooral gericht op luchtafweergeschut. Vooral de Amerikaanse zware kruisers kregen in de oorlog dit doel, daar ze de vliegdekschepen moesten begeleiden.
De Verenigde Staten bouwden de laatste zware kruiser, die kort na de oorlog was voltooid. De Baltimore klasse bestond uit 17 schepen, waaronder zes van de Oregon City klasse. De Des Moinesklasse was de laatste zware kruiser die gebouwd werd.
De grootste zware kruisers waren de Alaskaklasse kruisers.
Zware kruisers raakten na de Tweede Wereldoorlog uit gebruik. Vliegdekschepen en onderzeeboten hadden de kruisers voorbijgestreefd in belang. Sommige van de Amerikaanse schepen bleven nog tot de jaren 70 in dienst.